# Serenata per piccola orchestra, op. 46bis
La Serenata per piccola orchestra, op. 46bis è una composizione di Alfredo Casella del 1930.

## Storia della composizione
Con il termine “neoclassicismo” si intende in musica un vasto movimento che trae le sue origini da taluni aspetti della creatività nel XIX secolo, ma che conobbe una vasta diffusione nel XX secolo in un periodo compreso grosso modo tra il 1910 e il 1950. A determinare la nascita di tale movimento fu una comune necessità di ritornare alle virtù per così dire “artigianali” dello scrivere musica e a recuperare il valore del “mestiere” di compositore, in reazione alla corrente romantica che si era arenata nelle secche di una assoluta libertà, la quale non poteva condurre ad altro se non a una generica espressività. Intorno ai primi decenni del XX secolo numerosi grandi compositori avvertirono l’esigenza di riallacciare un legame col passato, particolarmente con l’ordine e il senso formale barocco. Esempi illustri di tale nuovo indirizzo artistico sono stati in Francia quelli di Claude Debussy (con le sue tre sonate per violino e pianoforte, per violoncello e pianoforte e per viola, flauto e arpa) e Maurice Ravel (Le tombeau de Couperin per pianoforte) che si rifecero al filone aureo del Settecento gallico; in Russia Igor Stravinskij (con Pulcinella e molte altre musiche) che volle ritornare alla chiarezza formalistica napoletana; in Italia Gian Francesco Malipiero con la Cimarosiana, Ottorino Respighi con la Rossiniana e Alfredo Casella con la Paganiniana e la Scarlattiana (tutte opere alle quali si sarebbe aggiunta negli anni Cinquanta la Tartiniana di Luigi Dallapiccola) il cui riferimento furono opere significative di alcuni dei maggiori maestri italiani del XVIII-XIX secolo.
Per quanto riguarda specificamente Casella, la sua adesione al neoclassicismo rappresentò una reazione ai problemi nati dalla crisi musicale in Europa. Nel suo affrontare l’intricato groviglio di quei problemi e le situazioni oggettive imposte dalla situazione della musica in Italia, il compositore torinese seppe destreggiarsi con il massimo impegno e con notevole intuito al fine di comprendere ciò che fosse necessario abbandonare e ciò che dovesse essere invece conservato e acquisito al fine di creare i presupposti della rinascita strumentale italiana. Allorché decise di archiviare la pesante eredità melodrammatica per riallacciare i nodi interrotti con la florida tradizione strumentale (concerti grossi, partite, serenate e sinfonie), Casella seppe mettere in mostra i tratti tipici della sua personalità, particolarmente incline a una concezione architettonica ben profilata, prevalentemente simmetrica e fortemente squadrata in blocchi compatti. 
Nelle opere successive alle Tre Canzoni trecentesche per canto e pianoforte op. 36 del 1923, si fece luce nelle opere caselliane da un lato il ricorso al contrappunto, e dall’altro la tendenza verso un clima rasserenato e rasserenante, distensivo, dove le tinte cupe e pessimistiche che caratterizzano composizioni come “L’Adieu à la vie” op. 26 per canto e pianoforte (su testi del poeta indiano Rabindranath Tagore tradotti in francese da André Gide) del 1915, o il poema "A notte alta op. 30 per pianoforte" del 1927, vengono sostituite da una luminosità solare, piena di gaiezza, rinvenibile in opere quali la "Partita op. 42 per pianoforte e orchestra" (1924-25), il "Concerto romano op. 43 per organo, ottoni, timpani e archi" (1926) dedicato al pittore, scenografo e costumista novarese Felice Casorati, la Scarlattiana op. 44 per pianoforte e piccola orchestra (dello stesso anno) e la "Serenata op. 46 per cinque strumenti", composta nel 1927, nella quale si possono rinvenire alcuni degli aspetti più caratteristici dell’autore . Della Serenata, nel 1930 Casella ne ha curato una versione per orchestra da camera, pubblicata con il numero d’opera 46a, che all’organico originale affianca 2 flauti, oboe, clarinetto basso, 2 corni, trombone, timpani, tamburo, grancassa, piatti e contrabbasso.

## Struttura della composizione
La Serenata per cinque strumenti si caratterizza tra le opere caselliane per il fatto di essere nata specificamente in seguito allo stimolo di una sollecitazione esterna; nella metà del mese di novembre 1927, il compositore ricevette il bando di un concorso indetto dalla Musical Fund Society di Filadelfia avente a oggetto la composizione di una musica da camera per un organico variabile da tre a sei strumenti in forma libera. Il premio per il vincitore ammontava a 10.000 dollari USA, ossia la maggior somma mai stabilita in precedenza per un lavoro musicale cameristico.   
Nel suo libro I segreti della Giara, Casella descrive la genesi dell’opera: gli occorsero appena due giorni per tracciare lo schema di una serenata suddivisa in cinque movimenti e per un organico formato da clarinetto, fagotto, tromba, violino e violoncello (notare la simmetria tra il numero dei tempi e quello degli strumenti). Il lavoro di scrittura della partitura durò sei settimane e si concluse verso il 20 dicembre 1927. 
Per circa dieci mesi Casella non ebbe notizie riguardo alla conclusione del concorso musicale, finché una mattina della prima quindicina di ottobre 1928, gli capitò di leggere nelle pagine de Il Messaggero che il primo premio era stato assegnato ex aequo alla sua Serenata ed al Terzo Quartetto per archi in do diesis minore di Béla Bartók. A confermare il felice esito del concorso (al quale avevano preso parte 645 musicisti da tutto il mondo), Casella ricevette numerosi cablogrammi di felicitazioni dagli USA. Un’altra soddisfazione il compositore torinese la ebbe dalla giuria, che giudicò la Serenata «un autentico modello di stile puramente italiano, sia per la forma, sia per lo spirito, sia infine per la caratteristica continua melodiosità del discorso musicale».
Il modello formale della serenata scelto da Casella è quello di una musica che si differenzia dalla più “seria” sinfonia per la presenza di marce e minuetti, oltreché per il ricorso agli strumenti concertanti, di cui esempio celeberrimo è la Serenata per archi in sol maggiore K. 525 “Piccola musica notturna” di Wolfgang Amadeus Mozart.
Il primo movimento è una marcia in tempo "Allegro vivace e ritmico"; si tratta da parte di Casella di una scelta precisa in ossequio alla tradizione musicale del Settecento. L’introduzione è nella tonalità di do maggiore, che modula nella parte centrale in mi bemolle minore, passando poi in re e fa diesis fino a ritornare al do maggiore iniziale. Qui si potrebbe ravvisare l’influenza del modello di Rossini, particolarmente della Sinfonia de “Il Barbiere di Siviglia” dove, osserva Roman Vlad, il maestro di Pesaro intercala, tra la tonica e la dominante, altre tonalità allo scopo di rendere più “appetibile” all’ascoltatore il ritorno alla tonalità iniziale . La prima parte si basa su un ritmo di marcia che Eduardo Rescigno definisce “pomposamente ironico” e dove si affaccia l’influenza di Stravinskij, senza che tuttavia venga meno l’assoluta autonomia del linguaggio musicale di Casella. La parte centrale è invece costituita da un fugato che trae evidente ispirazione dalla tematica dell’opera buffa del Settecento. Il movimento si conclude con il ritorno alla prima parte.
Nel secondo movimento "Notturno" (Lento, grave) la parte iniziale (in minore) è un intenso recitativo, affidato prevalentemente al violoncello, che si richiama alla tradizione lirica di cui costituisce la parte declamata e uno degli elementi basilari dell’opera vocale. La parte centrale (in maggiore) si basa invece su una melodia di carattere popolare, dove l’accompagnamento in stile chitarristico rivela l’influenza della musica popolare meridionale italiana, che dà all’ascolto una sensazione di quieta serenità. 
Il terzo movimento è una "Gavotta" (vivacissimo e spiritoso), una forma di danza in uso nelle corti francesi del Cinquecento (particolarmente durante il regno di Luigi XIV, e adottata da Giovanni Battista Lulli che la introdusse con molta frequenza nei suoi balletti, alla quale aveva già fatto ricorso in precedenza Sergei Prokofiev (nel terzo movimento della Prima Sinfonia “Classica” op. 25, composta nel 1916-17), nel quale Casella dà voce ai soli strumenti a fiato (clarinetto, fagotto e tromba) che conferiscono alla musica un’atmosfera di gaia e vivace spensieratezza, e dove il dialogo tra i tre strumenti dona «una particolare dimensione alla caratteristica grazia tematica della gavotta» .  
Nel quarto movimento "Cavatina" (Adagio molto e sentimentale, ma senza parodia), Casella parrebbe ritornare alla tradizione lirica; con tale termine si intende infatti una sorta di aria breve e senza ripresa che nelle opere segue il recitativo; particolarmente diffusa durante i secoli XVIII-XIX (a opera di musicisti quali W. A. Mozart, Rossini e Bellini), la cavatina fu usata precipuamente quale forma di presentazione del personaggio musicale, ma anche in campo strumentale da parte di Beethoven.
Al contrario del terzo movimento, qui Casella ricorre ai soli strumenti ad arco, ai quali conferisce sonorità marcatamente da quartetto per archi. Ciò potrebbe far ritenere che, malgrado il titolo, il modello di riferimento sia la cavatina del quinto movimento nel Quartetto per archi in si bemolle maggiore op. 130 del musicista di Bonn. L’indicazione “senza parodia” dà la sensazione che l’autore abbia voluto concedersi un momento di quiete e di manifestazione dei propri pensieri, dopo la spensierata gaiezza della precedente Gavotta.
Nel quinto e ultimo movimento indicato "Finale" (in tempo “Vivacissimo, alla napoletana”) si ha il ritorno a un’atmosfera di sfrenata, gioiosa allegria; il tempo di tarantella rappresenta forse una reminiscenza delle Sonate per clavicembalo di Domenico Scarlatti, il cui fascino esercitato su Casella ha portato al componimento della precedente Scarlattiana. La Serenata, in conclusione, è una delle opere che confermano il grande talento del compositore torinese nel campo della musica strumentale, dove si rivela la sua capacità di pervenire a una scrittura moderna ed essenziale a un tempo.

## Discografia parziale
- Complesso del Circolo Musicale “Arturo Toscanini” di Torino (Fratelli Fabbri Editori, IGM 1043)
- Haydn Orchestra di Bolzano e Trento; Alun Francis (CPO)
- Orchestra della Svizzera Italiana; Christian Benda (Naxos)
- Orchestra I. C. O. di Lecce; Marco Balderi (Bottega Discantica)